# ドライ・クリーニング (バンド)
ドライ・クリーニングは、2017年にロンドンで結成されたイギリスのポストパンクバンドである。ボーカルのフローレンス・ショー、ギターのトム・ダウズ、ベースのルイス・メイナード、ドラムのニック・バクストンから構成されている。2021年にデビュー・アルバム『New Long Leg』をリリース。

## メンバー
- フローレンス・ショー – ボーカル (2017–現在)
- ルイス・メイナード – ベース (2017–現在)
- トム・ダウズ – ギター (2017–現在)
- ニック・バクストン – ドラム (2017–現在)